# 朱寘銂
鞏昌王朱寘銂（1478年—16世紀），明朝慶藩唯一一代鞏昌王，慶莊王朱邃塀的庶第二子。

## 生平
成化二十年（1484年）三月，獲賜名寘銂。弘治三年（1490年）九月，封鞏昌王。
弘治十四年（1501年），朱寘銂奏請每年自己派人去漢中府收買茶葉六百斤。明孝宗從之。正德三年（1508年），獲賜《易經》《四書》各一部。
嘉靖四年（1525年），慶王朱台浤被革爵降為庶人。嘉靖六年（1527年），朱寘銂受命代理府事，辭不獲許。朱寘銂代理府事後，與承奉劉永、章小二人勾結，削減朱台浤宮眷的薪米與慶懷王朱邃𡓱妃王氏的供膳。為了誣陷朱台浤，又編造口號，托言是朱台浤所造。朱寘銂又與已故長子朱台清之妻王氏通姦，生下二女。嘉靖十一年（1532年）十月，朱寘銂因貪淫狂悖、傷化敗倫、背違祖訓，被革爵為庶人，發送鳳陽高牆禁住，時年五十五歲。兒媳王氏被勒令自盡，亂倫所生二女被降為庶人。

## 家庭

### 妻
- 陳氏，東城兵馬副指揮陳僖女，弘治十年（1497年）十一月冊為鞏昌王妃[9]。

### 子孫
- 嫡長子：鞏昌長子朱台清
- 第二子：鎮國將軍朱台澋
  - 孫：輔國將軍朱鼒栐，萬曆六年（1578年）以本職管理府事[10]
    - 曾孫：奉國將軍朱倪焵，管理府事[11]
- 第三子：鎮國將軍朱台洅
  - 孫：朱鼒栭
- 第四子：鎮國將軍朱台渽[12]